# Circonscription de Chtouka-Aït Baha
La circonscription de Chtouka-Aït Baha est la circonscription législative marocaine de la préfecture de Chtouka-Aït Baha située en région Souss-Massa. Elle est représentée dans la Xe législature par Ismail karam, Ahmed Boumkouk  et Lahoucine Azougagh.

## Historique des députations
| Législature | Début de mandat  | Fin de mandat    | Députés élus | Députés élus            | Députés élus | Députés élus              | Députés élus | Députés élus          |
| ----------- | ---------------- | ---------------- | ------------ | ----------------------- | ------------ | ------------------------- | ------------ | --------------------- |
| IXe         | 26 novembre 2011 | 7 octobre 2016   |              | Said dor (PI)           |              | Abderrahim Moussaif (PAM) |              | Mohamed Lachgar (PJD) |
| Xe          | 8 octobre 2016   | 8 septembre 2021 |              | Lahoucine Azougagh (PI) |              | Said Dor (PAM)            |              | Mohamed Lachgar (PJD) |
| XIe         | 9 septembre 2021 | ?                |              | Lahoucine Azougagh (PI) |              | Ahmed Boumkouk (PAM)      |              | Ismail Karam (RNI)    |

## Historique des élections

### Découpage électoral d'octobre 2011

#### Élections de 2016
| Parti       | Parti                                                       | Voix    | %      | Député(s) élus     |  |
| ----------- | ----------------------------------------------------------- | ------- | ------ | ------------------ |  |
|             | Parti de la justice et du développement (PJD)               | 19 839  | 30,33  | Mohamed Lachgar    |  |
|             | Parti authenticité et modernité (PAM)                       | 16 728  | 25,57  | Said Dor           |  |
|             | Parti de l'Istiqlal (PI)                                    | 13 916  | 21,27  | Lahoucine Azougagh |  |
|             | Rassemblement national des indépendants (RNI)               | 8 128   | 12,43  |                    |  |
|             | Parti du progrès et du socialisme (PPS)                     | 3 028   | 4,63   |                    |  |
|             | Fédération de la gauche démocratique (FGD)                  | 2 485   | 3,80   |                    |  |
|             | Union socialiste des forces populaires (USFP)               | 730     | 1,12   |                    |  |
|             | Union constitutionnelle (UC)                                | 243     | 0,37   |                    |  |
|             | Parti de la renaissance et de la vertu (PRV)                | 138     | 0,21   |                    |  |
|             | Parti de l'environnement et du développement durable (PEDD) | 106     | 0,16   |                    |  |
|             | Mouvement démocratique et social (MDS)                      | 73      | 0,11   |                    |  |
|             |                                                             |         |        |                    |  |
| Inscrits    | Inscrits                                                    | 141 896 | 100,00 |                    |  |
| Abstentions | Abstentions                                                 | 76 482  | 53,90  |                    |  |
| Exprimés    | Exprimés                                                    | 65 414  | 46,10  |                    |  |

#### Élections de 2021
| Parti       | Parti                                         | Voix    | %      | Députés élus       |  |
| ----------- | --------------------------------------------- | ------- | ------ | ------------------ |  |
|             | Rassemblement national des indépendants (RNI) | 37 077  | 36,33  | Ismail Karam       |  |
|             | Parti de l'Istiqlal (PI)                      | 25 022  | 24,52  | Lahoucine Azougagh |  |
|             | Parti authenticité et modernité (PAM)         | 24 718  | 24,22  | Ahmed Boumkouk     |  |
|             | Parti de la justice et du développement (PJD) | 4 380   | 4,29   |                    |  |
|             | Union socialiste des forces populaires (USFP) | 3 571   | 3,50   |                    |  |
|             | Parti du progrès et du socialisme (PPS)       | 2 669   | 2,62   |                    |  |
|             | Parti socialiste unifié (PSU)                 | 2 393   | 2,34   |                    |  |
|             | Mouvement populaire (MP)                      | 1 153   | 1,13   |                    |  |
|             | Alliance de la fédération de gauche (AGD)     | 501     | 0,49   |                    |  |
|             | Parti du centre social (PCS)                  | 468     | 0,46   |                    |  |
|             | Parti vert marocain (PVM)                     | 62      | 0,06   |                    |  |
|             | Parti de l'Espoir (PE)                        | 46      | 0,05   |                    |  |
|             |                                               |         |        |                    |  |
| Inscrits    | Inscrits                                      | 176 727 | 100,00 |                    |  |
| Abstentions | Abstentions                                   | 74 667  | 42,25  |                    |  |
| Exprimés    | Exprimés                                      | 102 060 | 57,75  |                    |  |